# Epipremnum papuanum
Epipremnum papuanum är en kallaväxtart som beskrevs av Cornelis Rugier Willem Karel van Alderwerelt van Rosenburgh. Epipremnum papuanum ingår i släktet Epipremnum och familjen kallaväxter.
Artens utbredningsområde är Papua Nya Guinea. Inga underarter finns listade.